# Firoozeh Dumas
Firoozeh Dumas  (en persa: فیروزه دوما‎) es una escritora Iraní. Es conocida por su libro de memorias Divertido en Farsi: Una memoria de crecer al iraní en América. En 2005 fue la primera finalista asiática del Premio de Thurber.
Firoozeh nació en Abadán, Irán hija de un ingeniero petrolífero. Su familia se mudó a Whittier, California. Después de 2 años en los Estados Undios se mudó a Teherán y Ahvaz. Luego se volvió a California y Dumas asistió la Universidad de California en Berkeley. Después del 11 de septiembre sus amigos le animaron a publicar sus ensayos humorísticos. Su libro Divertido en Farsi: Una memoria de crecer al iraní en América se volvió un best seller en los EE. UU. y Irán. Dumas contribuye regularmente para la National Public Radio, The New York Times, The Wall Street Journal y el San Francisco Chronicle.   

## Obra
- Divertido en Farsi: Una memoria de crecer al iraní en América (2003)
- Laughing Without an Accent: Adventures of an Iranian-American at Home and Abroad (2008)

## Premios
- 2004: Finalista por el Premio PEN/USA por Divertido en Farsi: Una memoria de crecer al iraní en América
- 2005: Finalista por el Premio Audie por el audiolibro de Divertido en Farsi: Una memoria de crecer al iraní en América
- 2005: Finalista por el Premio Thurber por Divertido en Farsi: Una memoria de crecer al iraní en América
- 2006: Premio a Elección de los Lectores de la revista Chelcheragh por Divertido en Farsi: Una memoria de crecer al iraní en América